# Ensemble, le live
Albums de Kendji Girac
Ensemble
(2015) Amigo
(2018)
Ensemble / le live est le premier album live du chanteur français Kendji Girac, sorti le 17 mars 2017. 
Il s'agit d'une captation de concert, enregistrée et filmée en 2016 dans la salle de Forest National à Bruxelles,. L'artiste et ses musiciens s'y étaient produits les 29 et 30 avril 2016 et les 10 et 11 novembre 2016. C'est celui de novembre qui a été enregistré,.
L'album comprend un CD et un DVD. Le DVD ne compte pas plus de chansons que le CD, mais offre une scène de danse, entre Les Yeux de la mama et Amistad, où Kendji Girac exécute un zapateado de flamenco.

## Pistes
| No  | Titre                                          | Auteur                                                    | Durée |
| --- | ---------------------------------------------- | --------------------------------------------------------- | ----- |
| 1.  | Ahora (intro)                                  | Kendji Girac, Fred Savio, Felipe Saldivia                 | 1:39  |
| 2.  | Conmigo                                        | Nazim Khaled, Kendji Girac, Rachid Mir, Christian Dessart | 3:06  |
| 3.  | Cool                                           | Rachid Mir, Christian Dessart, Nazim Khaled               | 3:36  |
| 4.  | Bonsoir Bruxelles                              |                                                           | 0:28  |
| 5.  | Andalouse                                      | Nazim Khaled, Christian Dessart, Rachid Mir               | 2:55  |
| 6.  | Où va le monde ?                               | Girac, Skalpovich, H Magnum, Karim Deneyer, R. Koua       | 5:58  |
| 7.  | Tu Y Yo                                        | Kendji Girac, Felipe Saldivia, Fred Savio, Thomas Laroche | 4:15  |
| 8.  | Les Yeux de la mama                            | Girac, Nazim Khaled, Johan Errami                         | 6:05  |
| 9.  | Amistad                                        | Kendji Girac, Antoine Abardonado                          | 4:18  |
| 10. | Palabras                                       | Kendji Girac, Antoine Abardonado                          | 4:42  |
| 11. | Ma solitude                                    | Girac, Esposito, Mendes, Rebillaud, Khaled                | 4:55  |
| 12. | Besame                                         | Girac, Rebillaud, Antoine Abardonado, Manuel Gutierez     | 7:07  |
| 13. | No me mires más                                | Girac, Saldivia, Savio, Saïd M'Roumbaba                   | 5:12  |
| 14. | Color Gitano                                   | François Welgryn, Mendes The Dude, Renaud Rebillaud       | 3:50  |
| 15. | Amor y libertad                                | Girac, Abardonado                                         | 4:06  |
| 16. | Elle m'a aimé (intro)                          |                                                           | 1:05  |
| 17. | Elle m'a aimé                                  | Khalid Ahlalou, Raphael Koua                              | 4:15  |
| 18. | Sonrisa                                        | Kendji Girac, Fred Savio, Felipe Saldivia                 | 3:35  |
| 19. | Me quemo                                       | Girac, Saldivia, Savio, Laroche                           | 6:32  |
| 20. | Présentation des musiciens et outro du concert |                                                           | 1:26  |

## Classements

### Classements hebdomadaire
| Classement (2017)            | Meilleure position |
| ---------------------------- | ------------------ |
| Belgique (Wallonie Ultratop) | 5                  |
| France (SNEP)                | 8                  |